# Aloïs De Beule
Aloïs De Beule (Zele, 27 augustus 1861 – Gent, 15 december 1935) was een Belgisch beeldhouwer, bekend om zijn neogotische sculpturen en bronzen monumenten.

## Levensloop

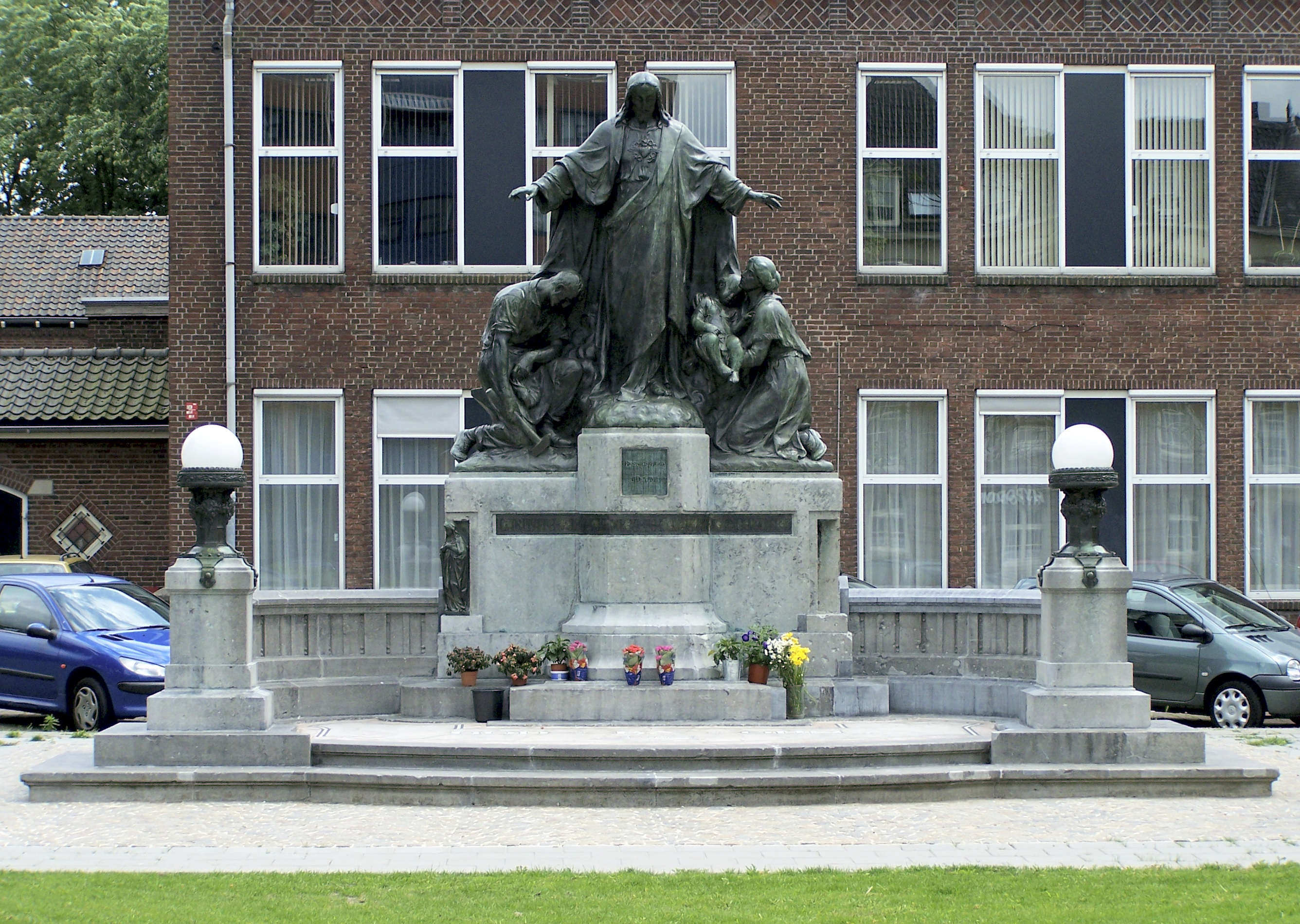
Verbeelding van 't Heilige Hart op het Emmaplein 's-Hertogenbosch, in samenwerking met Dorus Hermsen

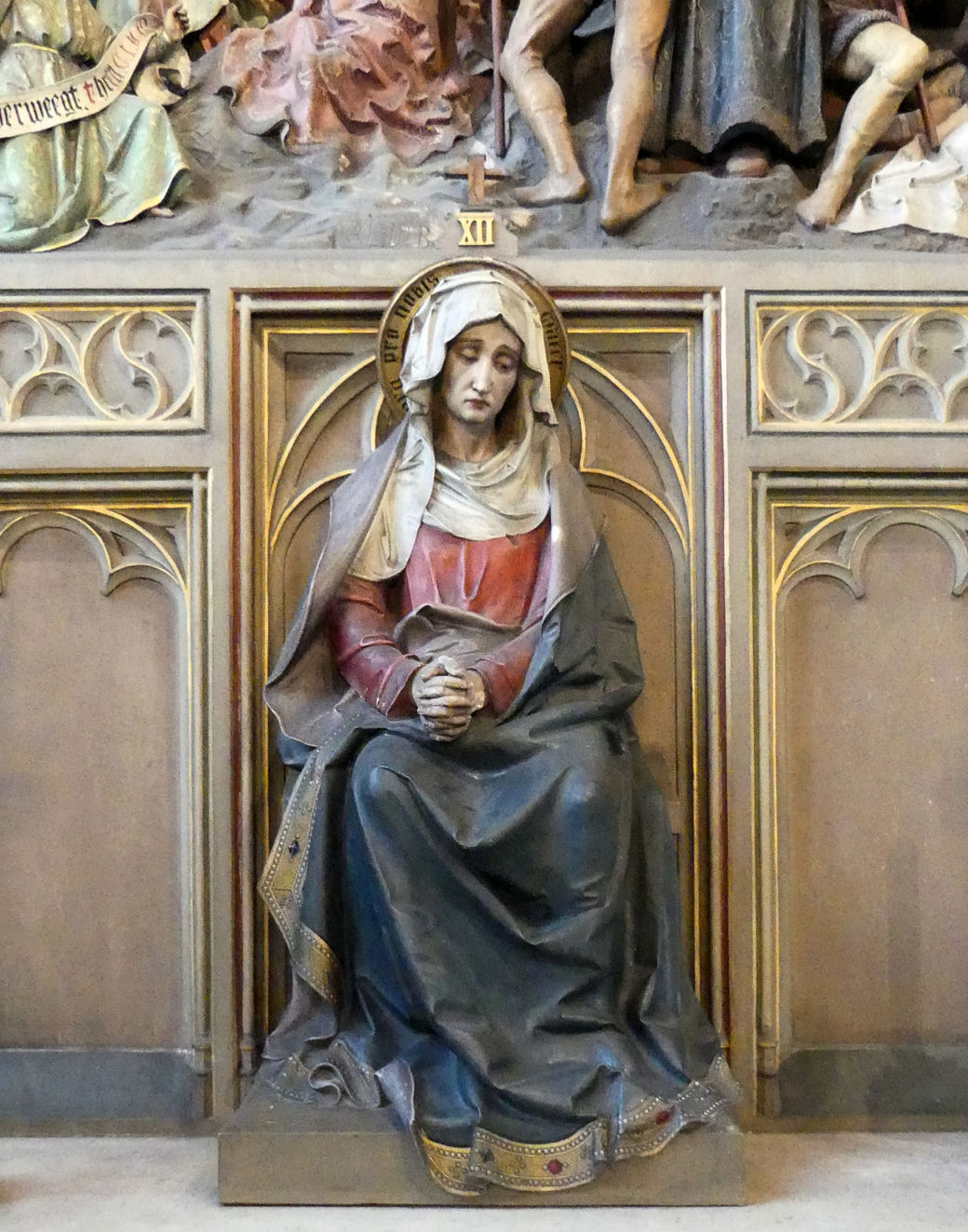
Polychrome Dolorosa, St-Jacobs - kapel Onze-Lieve-Vrouw van Zeven Weeën te Gent.

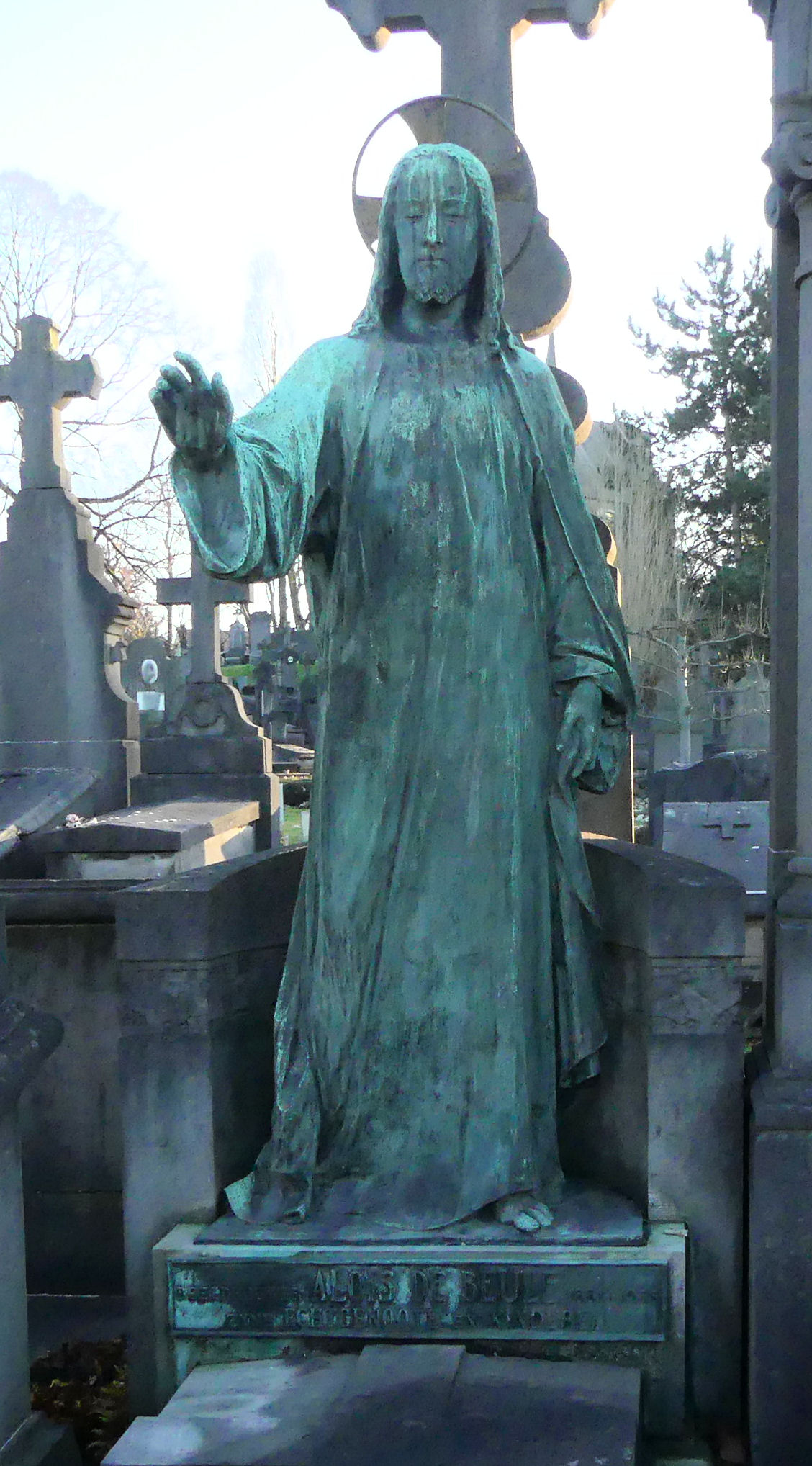
Praalgraf met beeld van de Verrezene, Campo Santo.

Aloïs De Beule werd geboren in de Oost-Vlaamse gemeente Zele. Vanaf zijn tiende werkte Aloïs De Beule in het schoenmakersatelier van zijn vader. Zijn studie volgde hij aan de Gentse Academie en de Sint-Lucasschool in Gent, alwaar hij in 1888 de grote prijs voor beeldhouwkunst won. Daarnaast was hij in die periode in de leer bij de beeldhouwers Matthias Zens en Petrus Pauwels-D'Hondt. In 1889 richtte Aloïs samen met zijn broer Emile De Beule een eigen atelier op. Ze begonnen in Sint-Pietersdorp (Sint-Pieters-Aalst) in een schuur, op de plek waar nu zijn monument Het Ros Beiaard staat opgesteld. Dit beeld maakte hij voor de wereldtentoonstelling van 1913 in Gent. Hij deed dit samen met Domien Ingels, die dierenbeeldhouwer was. Dit betekende ook zijn doorbraak. De Beule kreeg in zijn verdere loopbaan opdrachten van onder andere de architecten Jean-Baptiste Bethune en Valentin Vaerwyck.
Aloïs De Beule overleed in 1935. Achter zijn graf in Sint-Amandsberg, staat een bronzen beeld van de Verrezene.

## Werken
- Ros Beiaard, beeldengroep in brons. Tentoongesteld tijdens de Gentse wereldtentoonstelling van 1913 (in samenwerking met Domien Ingels).
- Standbeeld van Jan Frans Van de Velde te Beveren (1914)[1]
- Bronzen standbeeld van Adriaan Poirters te Oisterwijk
- Kruiswegen voor onder andere: Sint-Jacobskerk (Gent), Sint-Annakerk (Ten Ede), Sint-Quintinuskerk (Zonhoven), Sint-Bavokerk (Baaigem), Sint-Martinuskerk (Burcht), Kerk van de Onbevlekte Ontvangenis (Gohyssart-Jumet) en kerken in Liverpool en Ramsgate
- Heilig Hartbeeld op het Emmaplein 's-Hertogenbosch
- Borstbeelden van onder andere Antoon Stillemans, Hendrik Conscience en Prudens Van Duyse
- Monument voor gesneuvelde soldaten (1923) te Ruiselede (gemeentepark)
- Oorlogsmonument van Zele in brons.
- Beeweg en Calvarieberg in het bedevaartsoord te Bareldonk Berlare
- Bronzen standbeeld -Christus Koning- t.o.v. de kerk in Ophasselt (bij Geraardsbergen)
- Bronzen plaat herdenking Boerenkrijg in Tielt
- Oorlogsmonument Sint-Amandsberg, Gent (1926)
- Bronzen beeld van pater Theophiel Verbist in Scheut, Anderlecht (1931)
- Polychrome rozenkransmysteries, Lokeren Kopkapel.
- Beelden van de Heren en Vrouwen van Dendermonde in nissen aan de voorgevel van het stadhuis van Dendermonde (1895)[2]

## Leerlingen
De Beule tijdens zijn loopbaan verschillende leerlingen gehad:
- Geo Verbanck
- Sylvain Norga
- Leon Sarteel
- Oscar Sinia
- Jules Vits
- Modeste Van Hecke

## Afbeeldingen

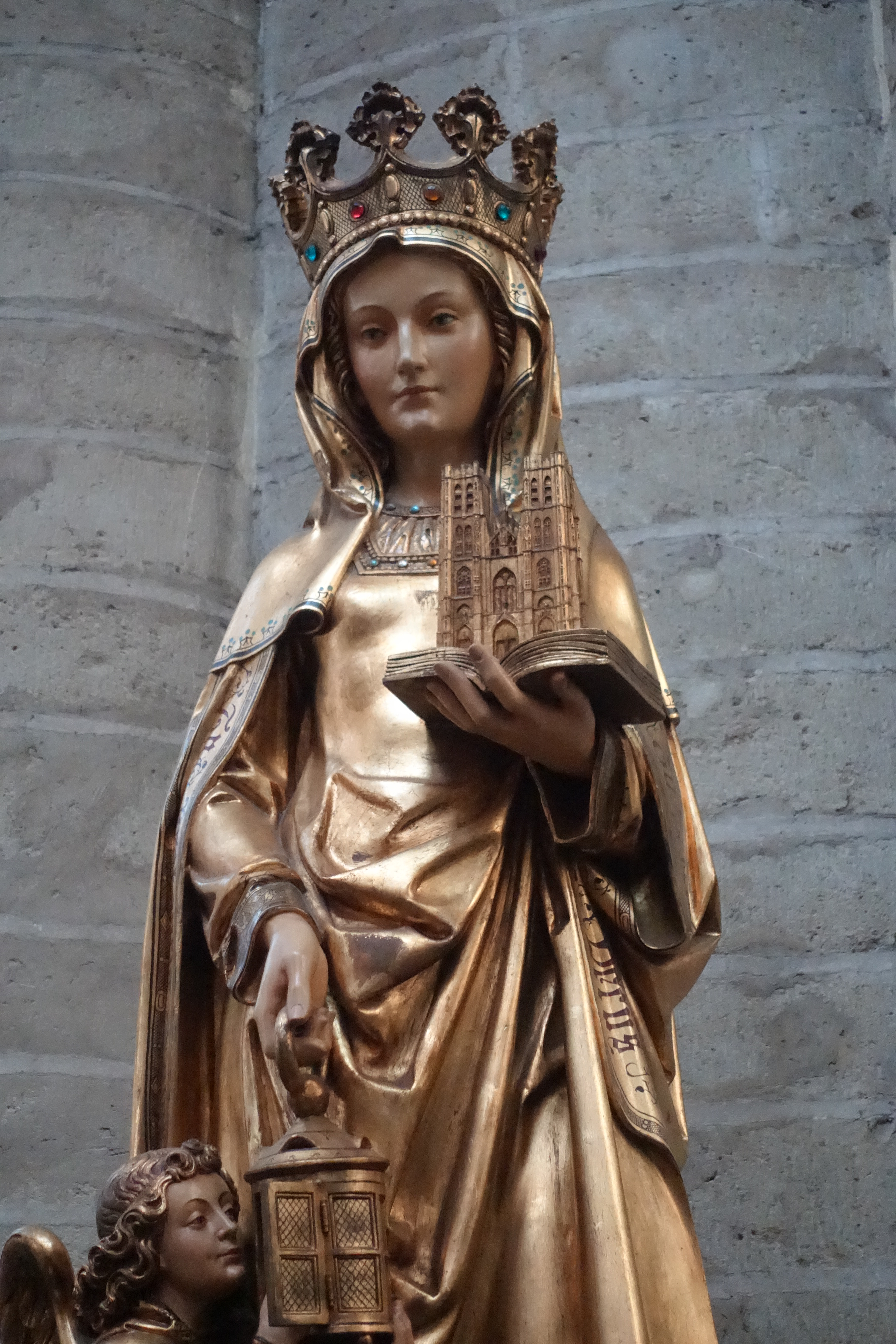
Beeld van de H. Goedele te Brussel.
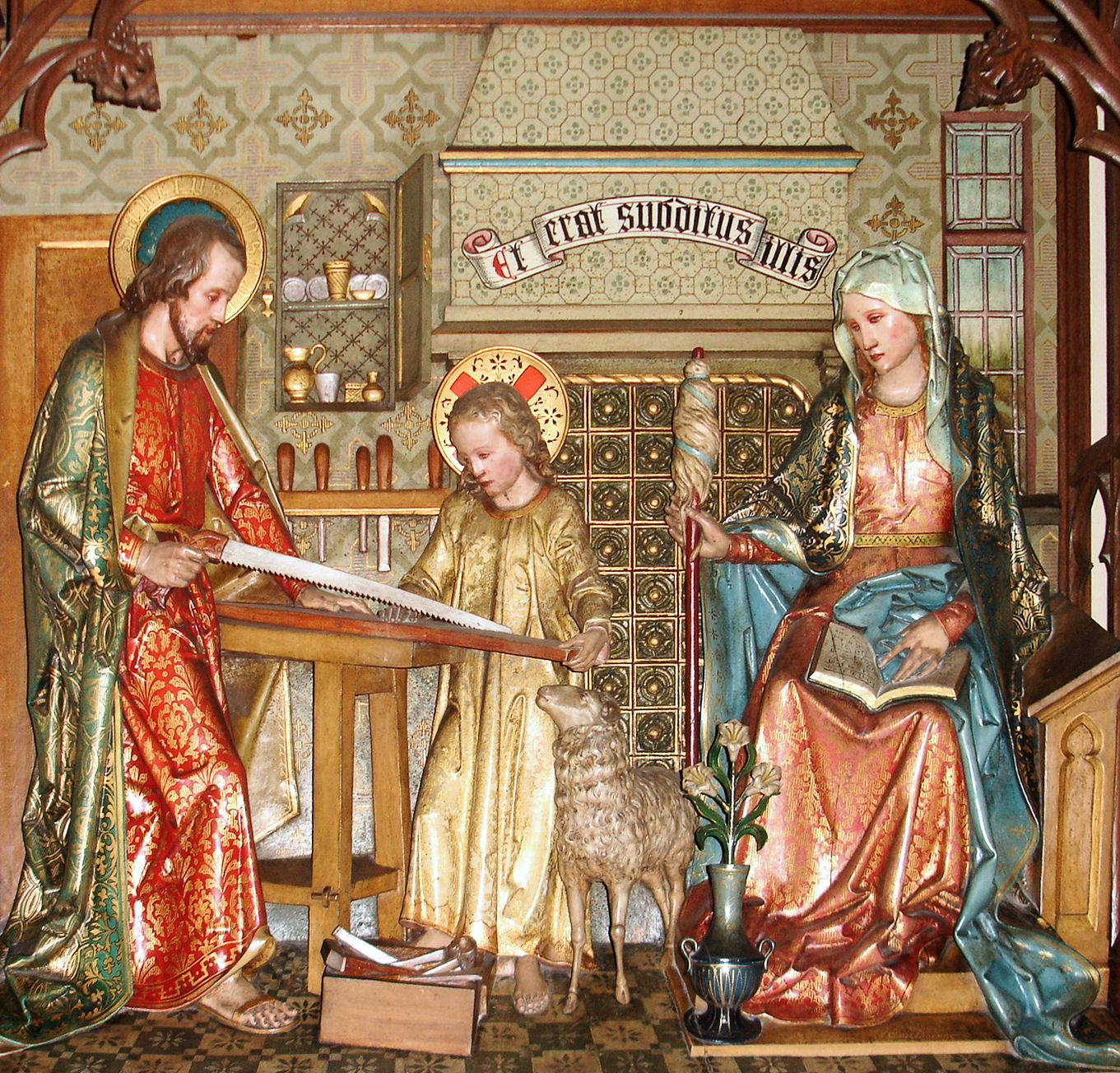
H. Familie, neogotisch retabelfragment, St-Jacobs te Gent.
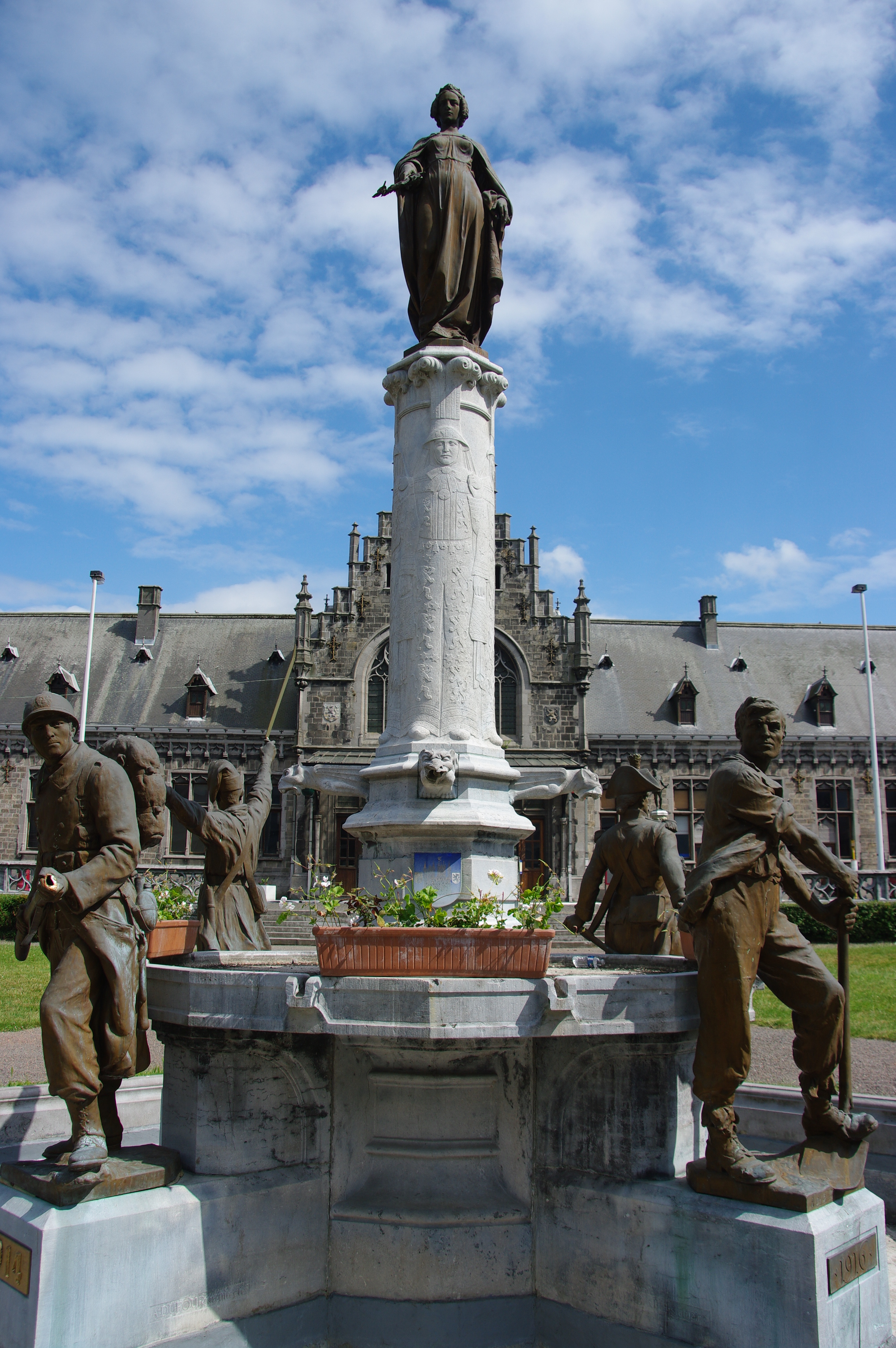
Onafhankelijkheidsmonument, Binche
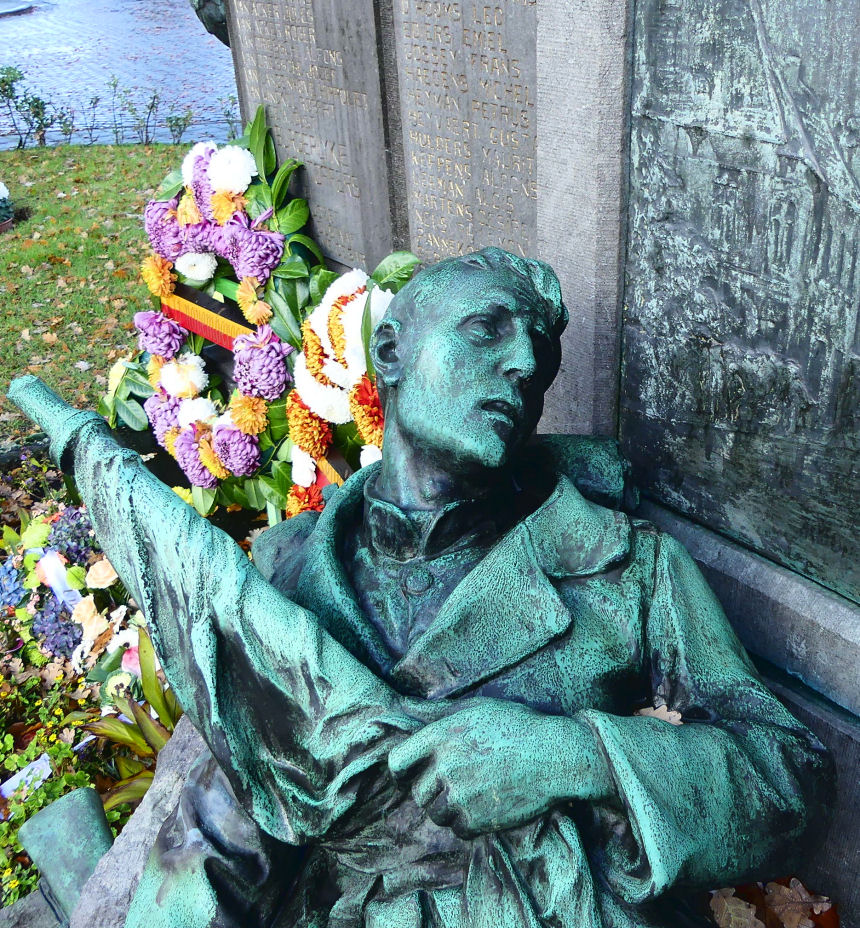
Oorlogsmonument in brons, Zele
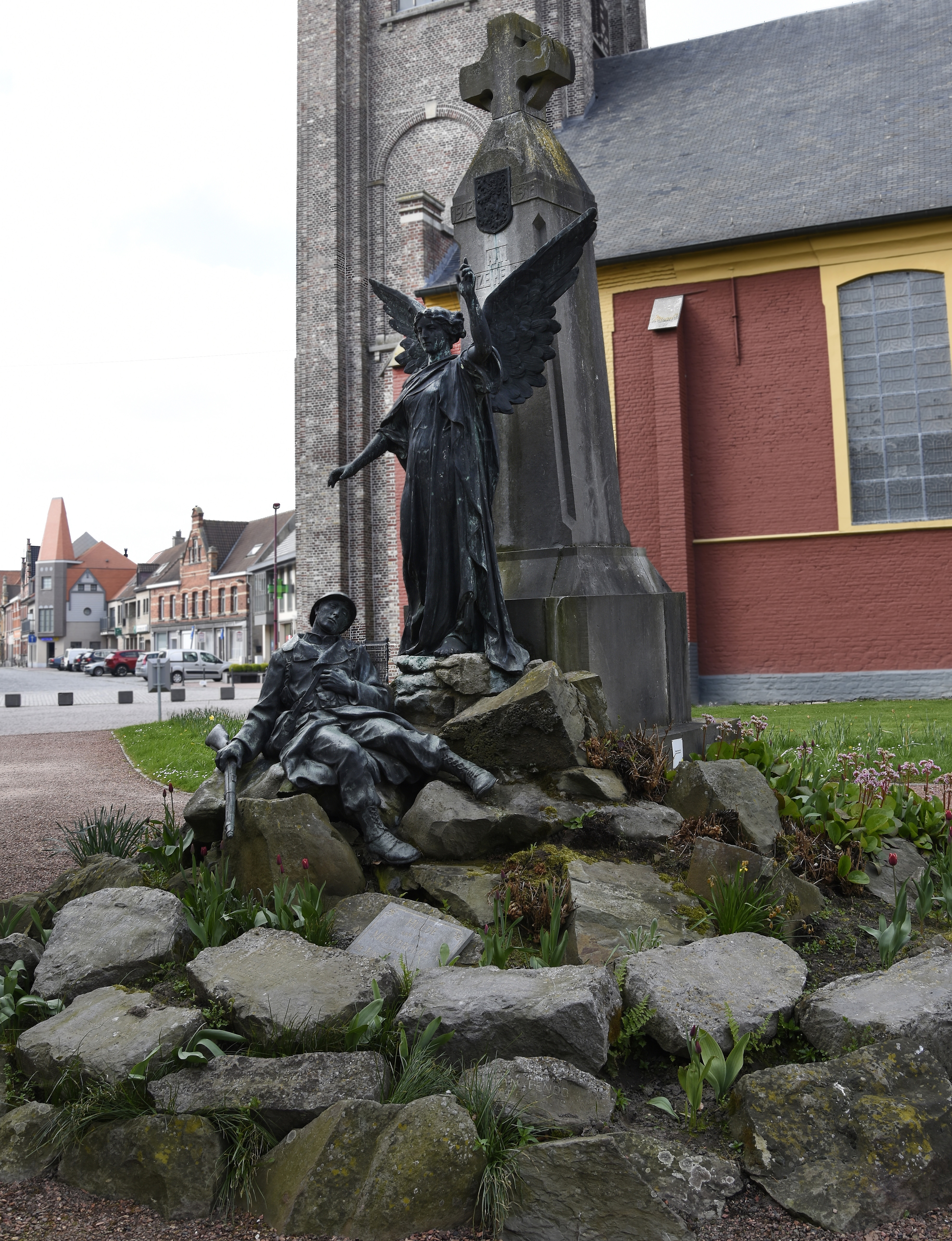
Oorlogsmonument op het gemeentepark te Ruiselede
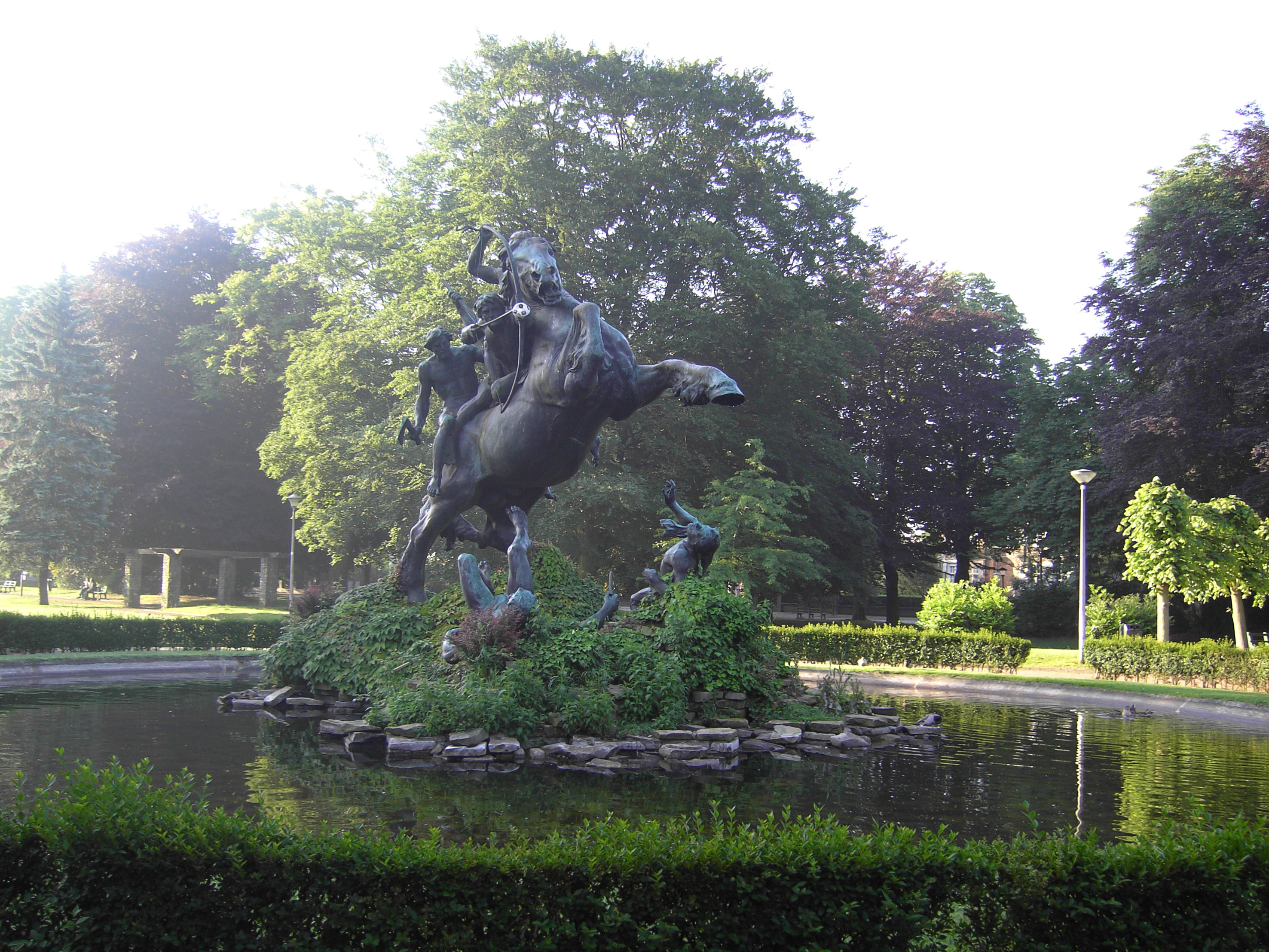
Het Ros Beiaard op het Paul de Smet de Naeyerplein, Gent
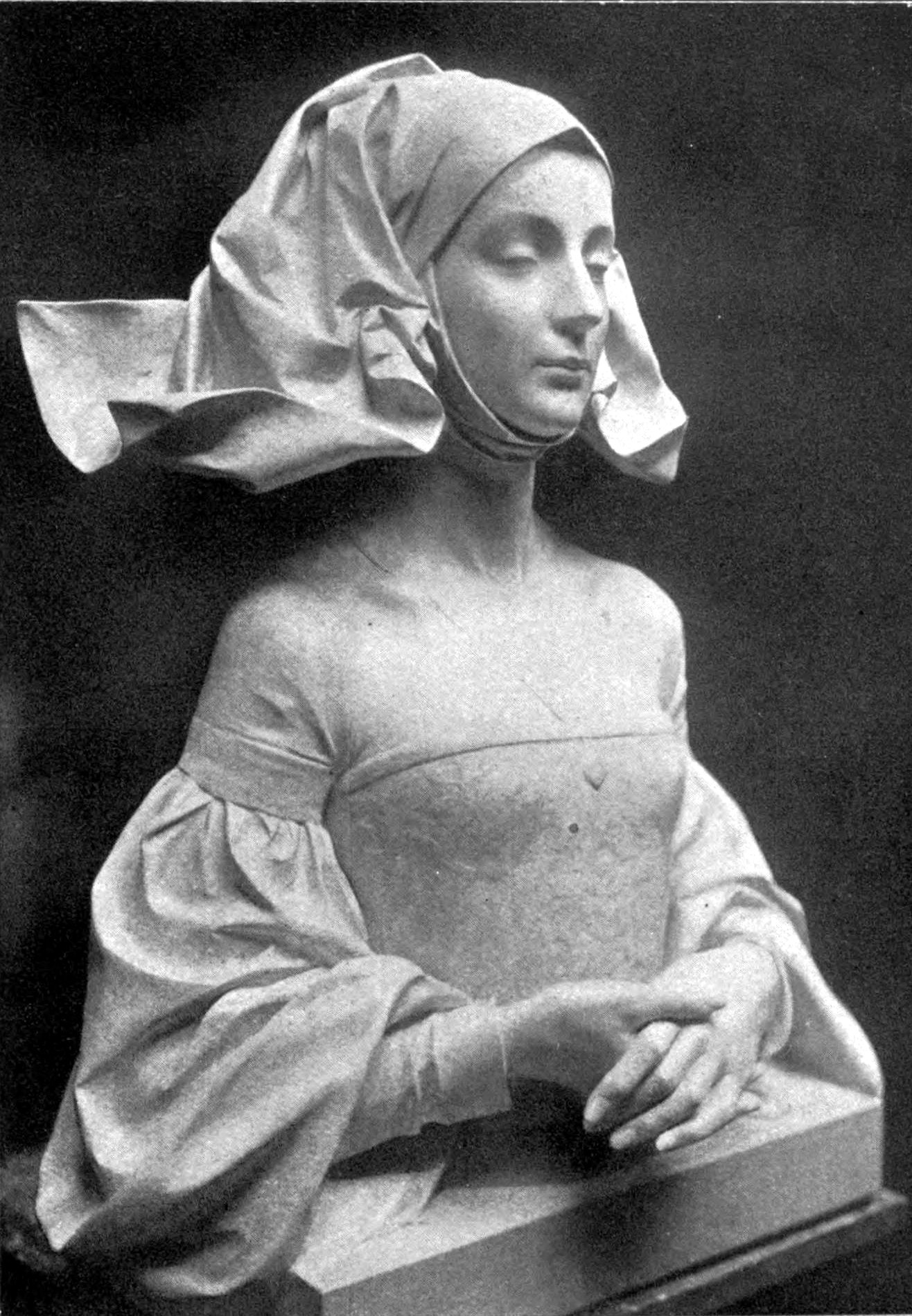
Châtelaine du XVI
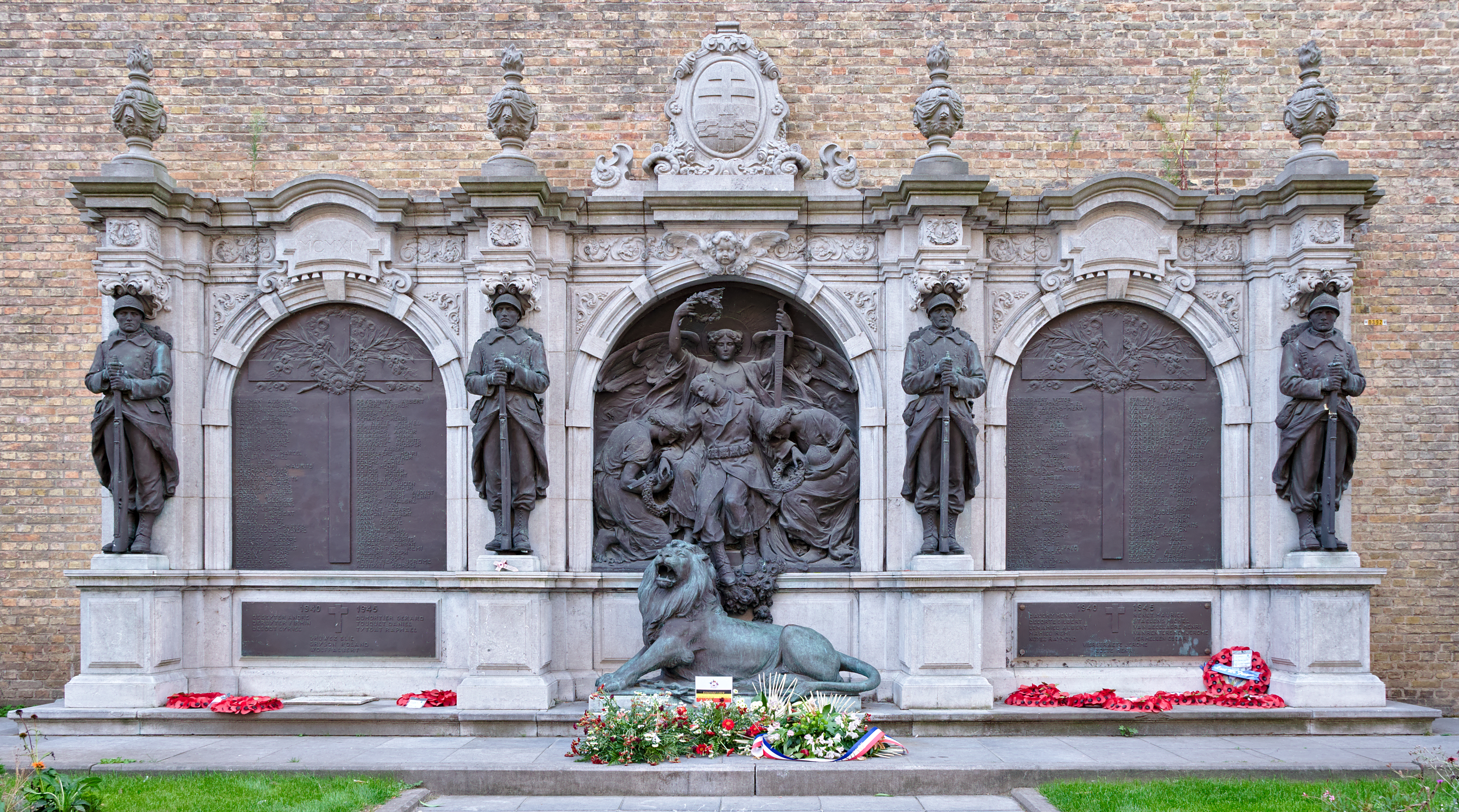
Ieperse Furie
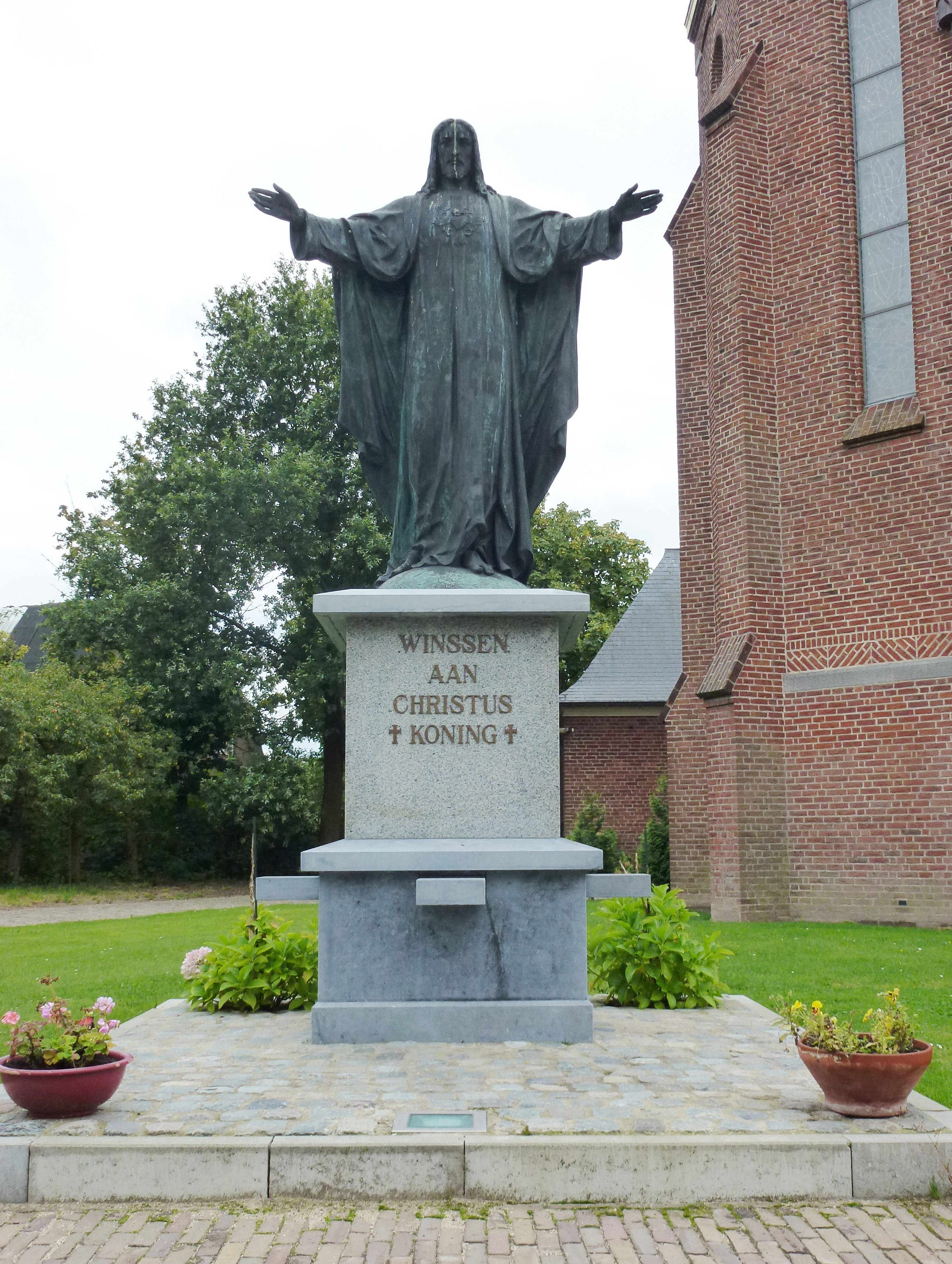
Heilig Hartbeeld (Winssen)
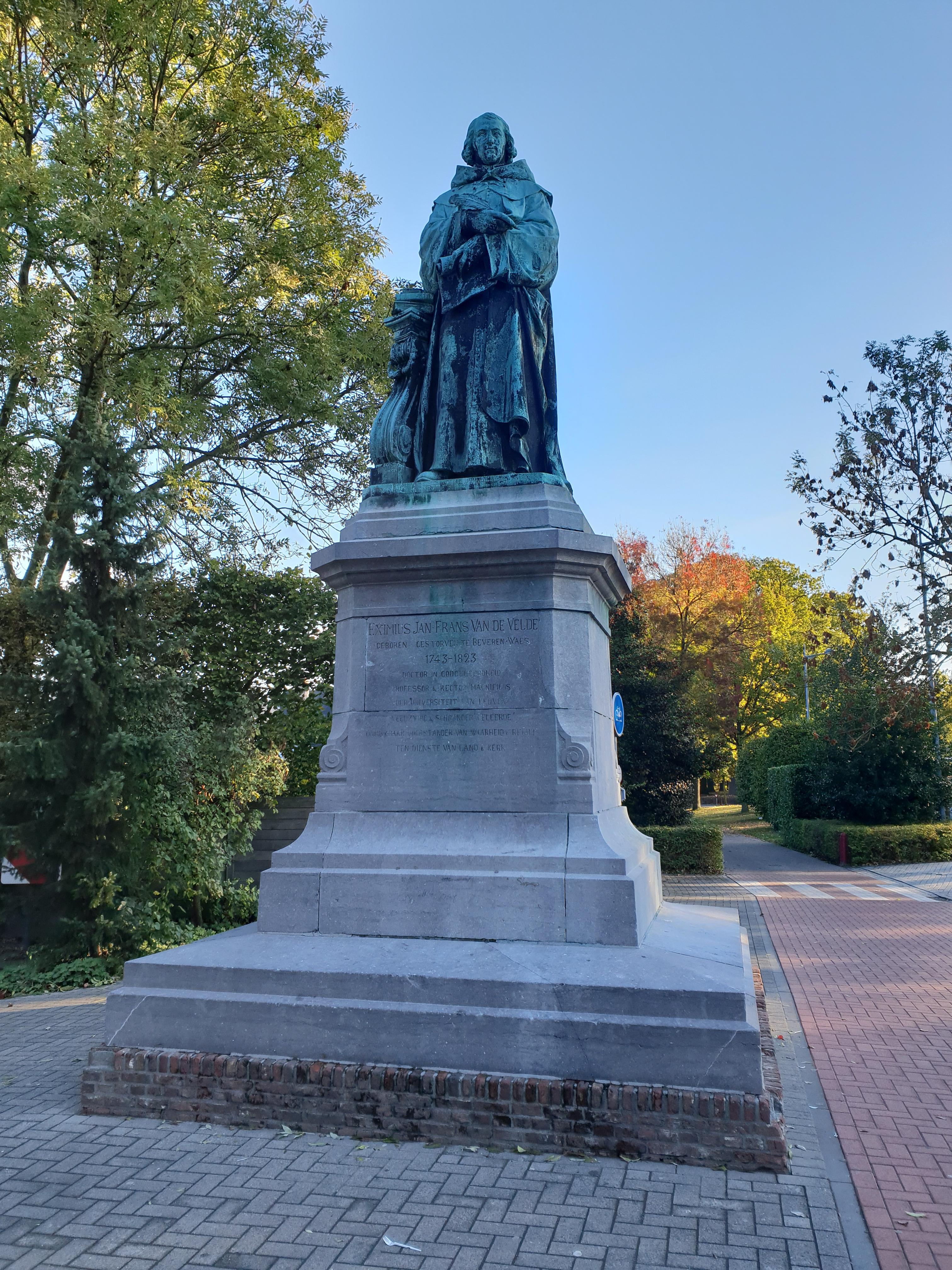
Beeld in brons van Jan Frans Van de Velde, Viergemeet te Beveren-Waas.

- Gemeinsame Normdatei: 1058714546
- International Standard Name Identifier: 0000 0004 3704 5237
- RKD-Nederlands Instituut voor Kunstgeschiedenis: 331106
- Virtual International Authority File: 310694390